# Jan Popiel (1836–1911)
Jan Popiel herbu Sulima (ur. 1836 w Kurozwękach, zm. 1 maja 1911 w Wójczy) – właściciel ziemski, powstaniec styczniowy, polityk konserwatywny, poseł na Sejm Krajowy Galicji V kadencji w latach 1882–1889.

## Życiorys
Był synem Pawła Popiela i jego żony Emilii z Sołtyków, starszym bratem Pawła. W 1847 ojciec oddał go do pruskiego katolickiego gimnazjum w Nysie. W 1851 zapisany został do Akademii Inżynierii Wojskowej w Bruck, a po jej ukończeniu został oficerem armii austriackiej, uczestniczył w bitwie pod Solferino. Złożył dymisję w armii i latem 1860 zgłosił się na ochotnika do armii papieskiej. 20 września 1860 przyznano mu stopień kapitana i zatrudniono przy fortyfikowania Ankony w oblężeniu Ankony kierował artylerią obronną jednej z bram miasta. W następstwie kapitulacji dostał się do niewoli, wkrótce zwolniony, otrzymał od Piusa IX Krzyż Św. Grzegorza.
W kwietniu 1863 znalazł się w szeregach powstańczych. Jako Chościakiewicz dowodził jednym z oddziałów w wyprawie Zygmunta Jordana 20 czerwca na Komorów. Rozkazem dziennym Rządu Narodowego z 22 sierpnia 1863 mianowany został majorem. W lutym 1864 przebywał w Rzymie, a następnie zwiedzał Hiszpanię. W połowie lat 70. XIX wieku ojciec zaś oddał mu majątek Wójczę. Zatrzymał obywatelstwo austriackie i gdy ojciec w 1881 wycofał się z Sejmu Krajowego Galicji, Jan został wybrany posłem na jego miejsce, z kurii wielkiej własności okręgu krakowskiego w V kadencji Sejmu. Zasiadał w komisji lustracyjnej, co roku odwiedzał utrzymywane z funduszów krajowych szpitale i zakłady opieki społecznej. W Sejmie był bezkompromisowym konserwatystą. Był przeciwko samorządowi miejskiemu mniejszych żydowskich miasteczek, przymusowi szkolnemu, przeciwko zwiększeniu obciążeń podatkowych, natomiast za zatrudnieniem zakonnic w ochronkach i szpitalach. Wystąpienia Popiele spotykały się z gwałtowną polemiką w Sejmie i poza nim, co też zniechęciło go do posłowania w następnej kadencji. Sprawozdania ze swojej działalności jako poseł drukował w Krakowie w 1883 i 1889 w broszurach Do moich wyborców. W 1890 osiadł na stałe w Wójczy i zajął się gospodarowaniem w majątku. W czasie rewolucji 1905 związał się ze Stronnictwem Polityki Realnej, uważał, że jedyną szansą dla Polaków pod zaborem rosyjskim jest dojście do porozumienia z monarchą na wzór galicyjski. W 1908 stanął na czele pielgrzymki polskiej do Rzymu, w czasie której rozchorował się i już nie wrócił do pełni zdrowia. Pochowany został na cmentarzu w Biechowie.
Z małżeństwa zawartego z 20 lipca 1872 z Jadwigą Dunin-Borkowską miał trójkę dzieci: syna Michała oraz córki Teresę i Różę, żonę Karola Huberta Rostworowskiego.